# Trigonopterus echinus

Trigonopterus echinus  (лат.) — вид жуков-долгоносиков рода Trigonopterus из подсемейства Cryptorhynchinae (Curculionidae). Встречаются на острове Новая Гвинея (Manokwari Reg., Arfak Mts: 1520 м).

## Описание
Мелкие нелетающие жуки-долгоносики, длина от 1,28 до 1,54 мм; в основном чёрного цвета с бронзовым отливом (ноги и голова темно-коричневые). Форма тела субокруглая с отчётливым сужением между пронотумом и надкрыльями. Глаза мелкие. Крылья отсутствуют. Рострум укороченный, в состоянии покоя не достигает середины средних тазиков. Надкрылья с 9 бороздками. Коготки лапок мелкие. Обнаружены просеиванием подстилочного слоя из горного тропического леса с преобладанием Nothofagus. В более ранних работах упоминался как «Trigonopterus sp. 230».
Вид был впервые описан в 2013 году немецким колеоптерологом Александром Риделем (Alexander Riedel; Museum of Natural History Karlsruhe, Карлсруэ, Германия), совместно с энтомологами Катайо Сагата (Katayo Sagata; Papua New Guinea Institute for Biological research (PNG-IBR), Goroka, Папуа Новая Гвинея), Суриани Сурбакти (Suriani Surbakti; Jurusan Biology, FMIPA-Universitas Cendrawasih, Kampus Baru, Джаяпура, Папуа, Индонезия), Рене Тэнзлером (Rene Tänzler; Zoological State Collection, Мюнхен) и Майклом Бальке (Michael Balke; GeoBioCenter, Ludwig-Maximilians-University, Мюнхен, Германия), осуществившими ревизию фауны жуков рода Trigonopterus на острове Новая Гвинея.